# Knieperwall (Stralsund)
Der Knieperwall im Stadtgebiet Altstadt in Stralsund verbindet den Olof-Palme-Platz, an dem Knieperdamm, Knieperstraße und Fährwall aufeinandertreffen, mit dem Kreuzungspunkt der Straßen Katharinenberg, Tribseer Straße, Marienstraße, Tribseer Damm und Frankenwall. Vom Knieperwall zweigen die Mönchstraße und die Heilgeiststraße ab. Auf Höhe der Kütertores führt ein den Knieperteich teilender Damm für Fußgänger und Radfahrer über die „Weißen Brücken“ zum Jungfernstieg. Der Knieperwall gehört zum Kerngebiet des UNESCO-Welterbes Historische Altstädte Stralsund und Wismar.

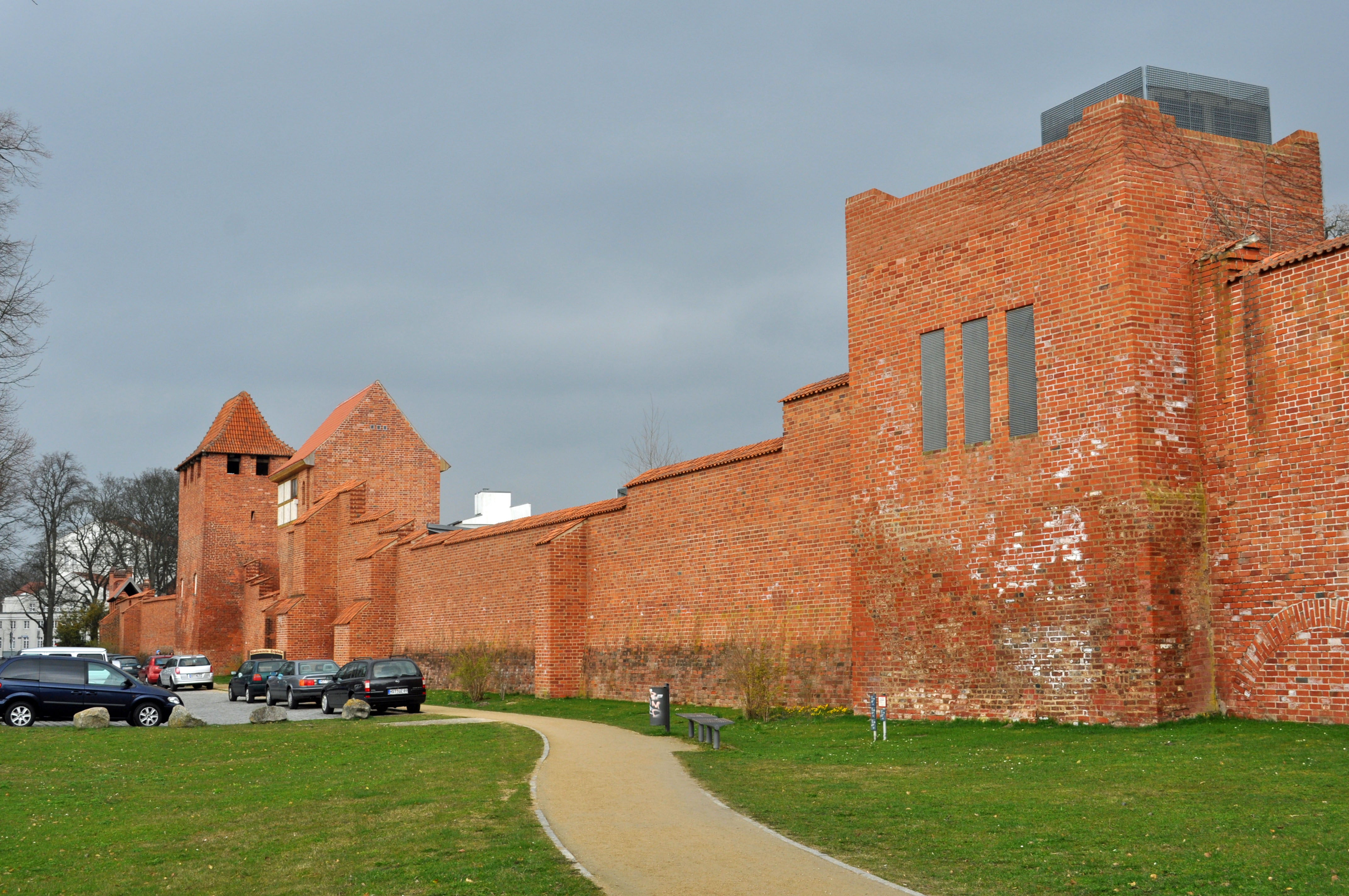
Restaurierte Stadtmauer am Knieperwall in Stralsund (2012)

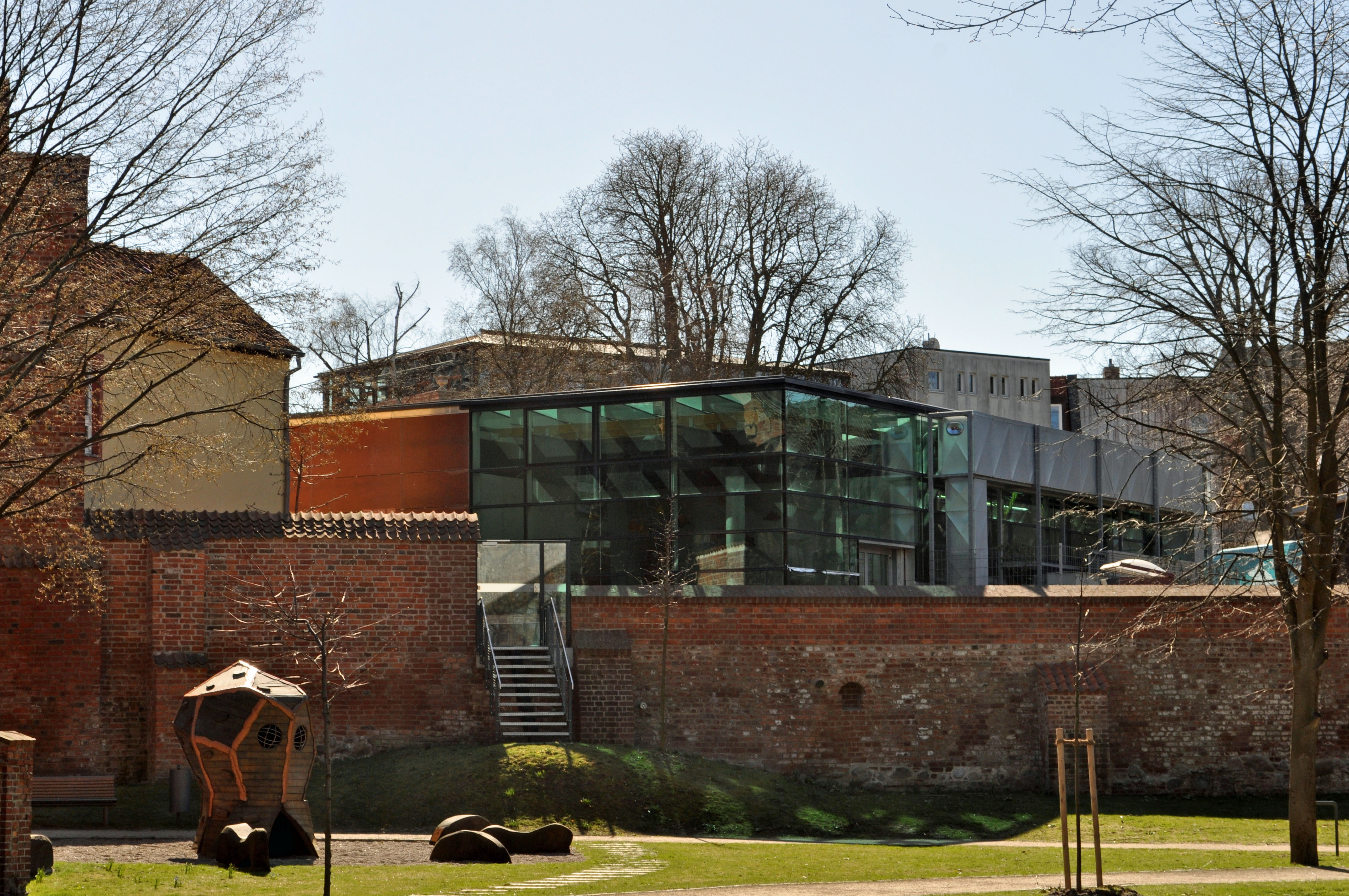
Stadtmauer und Meeresmuseum am Knieperwall in Stralsund (2011)

Die westlich an der Altstadtinsel entlang führende Straße entstand Anfang der 1880er Jahre. Seinen Namen erhielt der Knieperwall von dem zu den Stralsunder Stadtbefestigungen gehörenden Festungswall längs der Stadtmauer. Der Wallgraben zwischen Kütertor und der Hospitaler Bastion auf Höhe der Mönchstraße war schon im Jahr 1862 zugeschüttet worden. Nachdem im Jahr 1873 der Festungsstatus von Stralsund aufgehoben wurde, gab es Forderungen aus der Bevölkerung, die Wallanlagen begehbar zu machen. Nach Plänen von Ferdinand Jühlke begann die Umgestaltung der Wallanlagen zu einer Promenade mit Spielplatz und einer parkartigen Umgestaltung der Hospitaler Bastion am Knieperteich. Bäume wurden gepflanzt; diese sind zum Teil noch heute vorhanden.
Später wurde der Knieperwall auch für den Verkehr freigegeben.
Von den Häusern entlang des Knieperwalls stehen sechs unter Denkmalschutz (siehe auch Liste der Baudenkmale in Stralsund), nämlich die Häuser Knieperwall 1 („Beghinenhaus“), Knieperwall 1 a (ehemalige Stralsunder Spielkartenfabrik), Knieperwall 14, Knieperwall 15 („Gemeinschaftshaus“), sowie zwei zur Stadtbefestigung zählende Gebäude ohne Nummer.
Das im ehemaligen Katharinenkloster, direkt hinter der Stadtmauer untergebrachte Deutsche Meeresmuseum wirbt am Knieperwall mit einem Walskelett in einem gläsernen Schaukasten oberhalb der Stadtmauer.